# Wladimir Brunet de Presle
Charles Marie Wladimir Brunet de Presle, född den 10 september 1809 i Paris, död där den 12 september 1875, var en fransk filolog.
Brunet de Presle översatte till nygrekiska La Rochefoucaulds Maximes och fick 1848, efter Letronnes död, i uppdrag att fortsätta utgivandet av de grekiska papyrusurkunder, som man funnit i Egypten. År 1852 blev han ledamot av Franska institutet och 1864 professor i nygrekiska språket vid École des langues orientales vivantes i Paris. Brunet de Presle skrev bland annat Recherches sur les établissements des grecs en Sicile (1845, prisbelönat av Institutet), Examen critique de la succession des dynasties égyptiennes (I, 1850) och Monographie du Sérapéon de Memphis (i Institutets Mémoires). 